# أندرياس داهل
أندرياس داهل (بالسويدية: Andreas Dahl) مواليد 6 يونيو 1984 في هسلهولم، السويد، هو لاعب كرة قدم سويدي. يلعب كلاعب وسط.

## المسيرة الاحترافية

### أندية لعب لها
- كوفنتري سيتي
- نادي هلسينغبورغ
- نادي نوردشيلاند

## روابط خارجية
- أندرياس داهل على موقع اتحاد السويد (السويدية)
- أندرياس داهل على موقع قاعدة بيانات كرة القدم.إي يو (الإنجليزية)
- أندرياس داهل على موقع ناشيونال فوتبول تيمز (الإنجليزية)
- أندرياس داهل على موقع Soccerbase.com (لاعب) (الإنجليزية)
- أندرياس داهل على موقع عالم كرة القدم.نت (الإنجليزية)